# Black&White (AAAのシングル)
『Black&White』（ブラックアンドホワイト）は、日本の音楽グループAAAの12枚目のシングル。2006年12月6日にavex traxから発売された。

## 概要
- 前作『チューインガム』から約1か月での発売で、8枚目のシングル『ソウルエッジボーイ/キモノジェットガール』以来2枚目の両A面シングル。それぞれ「黒」と「白」をテーマとした楽曲になっている[1]。
- CD ONLY・CD+DVD（Samurai heart -侍魂-バージョン）・CD+DVD（Winter lander!!バージョン）の3種類でリリース。ジャケットは3種類とも異なるがCD収録内容はどれも変わらない。CD ONLYの初回生産分には24Pブックレット付。
- 収録曲の「Samurai heart-侍魂-」は忍者をモチーフにした歌詞とPV。また、PVの撮影は栃木県日光市で行われた。「Samurai heart-侍魂-」は発売後にTBS系駅伝イメージソングに決定した。Rin'が演奏とプロモーションビデオに参加している。
- 「Winter lander!!」の振り付けは山城陽子である。
- 2012年9月21日(金)から10月15日(月)の間にmu-moショップにてアンケート実施した「皆が選んだ恋の冬うたランキング2012」でAAAの「Winter lander!!」が1位を獲得した。

## 収録内容

### CD+DVD Samurai heart -侍魂-バージョン
CD
1. Samurai heart-侍魂- [4:04]
  - 作詞：ササキオサム　作曲：Ikoman & Vrij(backed new jack)　編曲：Ikoman　Rap詞：ササキオサム・日高光啓
2. Winter lander!! [4:16]
  - 作詞：jam　作曲：渡辺未来　編曲：h-wonder　Rap詞：日高光啓
3. ハリケーン・リリ、ボストン・マリ（Live Version）[6:41]
4. Samurai heart-侍魂- (Instrumental) [4:04]
5. Winter lander!! (Instrumental) [4:15]

DVD
1. Samurai heart-侍魂- (MUSIC VIDEO)

### CD+DVD Winter lander!!バージョン
CD
1. Samurai heart-侍魂-
2. Winter lander!!
3. ハリケーン・リリ、ボストン・マリ （Live Version）
4. Samurai heart-侍魂- (Instrumental)
5. Winter lander!! (Instrumental)

DVD
1. Winter lander!! (MUSIC VIDEO)

### CD ONLY
1. Samurai heart-侍魂-
2. Winter lander!!
3. ハリケーン・リリ、ボストン・マリ (Live version)
4. Samurai heart-侍魂- (Instrumental)
5. Winter lander!! (Instrumental)